# Pan-Amerikaanse kampioenschappen judo 1997
De Pan-Amerikaanse kampioenschappen judo 1997 waren de 21e editie van de Pan-Amerikaanse kampioenschappen judo en werden gehouden in Guadalajara, Mexico, van vrijdag 29 augustus tot en met zondag 31 augustus 1997. 

## Resultaten

### Mannen
| Gewichtsklasse | Goud             | Zilver             | Brons                                    |
| -------------- | ---------------- | ------------------ | ---------------------------------------- |
| – 56 kg        | Suil Barragan    | Héctor Galloza     | Enrique Paz João Derly                   |
| – 60 kg        | Manolo Poulot    | Jorge Lencina      | Bernardo Perez Fúlvio Miyata             |
| – 65 kg        | Israel Hernández | Martín Miguel Ríos | Henrique Guimarães Melvin Méndez         |
| – 71 kg        | Jimmy Pedro      | Sebastian Pereira  | Diego Mateo Ernst Laraque                |
| – 78 kg        | Flávio Canto     | Gastón García      | Todd Brehe Gabriel Arteaga               |
| – 86 kg        | Edelmar Zanol    | Brian Olson        | Yosvane Despaigne José Vicbart Geraldino |
| – 95 kg        | Aurélio Miguel   | Vladimir Sanchez   | Rafael Hueso Luis René López             |
| + 95 kg        | Orlando Baccino  | Jorge Fis          | Felipe Vargas Oswaldo Norat              |

### Vrouwen
| Gewichtsklasse | Goud                | Zilver                 | Brons                                 |
| -------------- | ------------------- | ---------------------- | ------------------------------------- |
| – 45 kg        | Zaimaris Calderón   | Roselín Huacarán       | Blanca González Evelyn Matías         |
| – 48 kg        | Amarilis Savón      | Andrea Berti Rodrigues | Cecilia Martínez Hillary Wolf         |
| – 52 kg        | Legna Verdecia      | Carolina Mariani       | Liliana Ibarra Marisa Pedulla         |
| – 56 kg        | Driulis González    | Brigitte Lastrade      | Ángela Valles Danielle Zangrando      |
| – 61 kg        | Michelle Buckingham | Kenia Rodríguez        | Niurka Perdomo María Luján Pacciarini |
| – 66 kg        | Sibelis Veranes     | Marie-Hélène Chisholm  | Vânia Ishii Marianela Astudillo       |
| – 72 kg        | Diadenis Luna       | Lorena Briceño         | Edinanci Silva Francis Gómez          |
| + 72 kg        | Daima Beltrán       | Colleen Rosensteel     | Edilene Andrade Jacynthe Maloney      |

## Medaillespiegel
| Plaats | Land                   | Goud | Zilver | Brons | Totaal |
| 1      | Cuba                   | 9    | 3      | 2     | 14     |
| 2      | Brazilië               | 3    | 2      | 8     | 13     |
| 3      | Argentinië             | 1    | 5      | 1     | 7      |
| 4      | Verenigde Staten       | 1    | 2      | 5     | 8      |
| 5      | Canada                 | 1    | 2      | 1     | 4      |
| 6      | Venezuela              | 1    | 1      | 4     | 6      |
| 7      | Puerto Rico            | 0    | 1      | 2     | 3      |
| 8      | Colombia               | 0    | 0      | 3     | 3      |
| 8      | Dominicaanse Republiek | 0    | 0      | 3     | 3      |
| 10     | El Salvador            | 0    | 0      | 1     | 1      |
| 10     | Haïti                  | 0    | 0      | 1     | 1      |
| 10     | Mexico                 | 0    | 0      | 1     | 1      |
| Totaal | Totaal                 | 16   | 16     | 32    | 64     |